# Franck Dion
Franck Dion, né le 9 janvier 1970 à Versailles, est un illustrateur et réalisateur français de film d'animation.  
Il est notamment connu pour ses courts métrages L'Inventaire fantôme (2003), Monsieur Cok (2008), Edmond était un âne (2012) et Une tête disparaît (2016), ce dernier ayant remporté le Cristal du court métrage au Festival international du film d'animation d'Annecy.  
Ses œuvres, diffusées dans de nombreux festivals internationaux, ont reçu plusieurs distinctions, dont le Prix spécial du jury à Annecy 2012 pour Edmond était un âne et une nomination au César du meilleur film d'animation en 2013.  
Il est également cofondateur de la société de production Papy3D Productions.

## Biographie
Franck Dion, né le 9 janvier 1970 à Versailles, est un réalisateur, illustrateur et producteur français, principalement actif dans le domaine du film d’animation. Après une formation de comédien au sein de l’American Center et auprès d’Yves Le Moign', il se forme en autodidacte à la sculpture, au dessin et à la peinture.
Il collabore avec diverses maisons d’édition (Gallimard Jeunesse, Grasset Jeunesse, Asmodée Éditions) ainsi qu’avec des magazines tels que Ciel et espace, Science et vie junior ou Casus Belli. Il réalise également des décors pour le théâtre et conçoit des animations pour des documentaires, notamment Gloire aux ânes et La Bible dévoilée.
En 2003, il réalise son premier court métrage, L’Inventaire fantôme, produit par Didier Brunner, qui remporte en 2004 le prix du jury junior Canal J au Festival international du film d’animation d’Annecy et obtient une nomination au Cartoon d’or. Son deuxième film, Monsieur Cok (2008), est sélectionné dans de nombreux festivals, dont le Festival du film de Sundance.
Son troisième court métrage, Edmond était un âne (2012), coproduit par Papy3D Productions, l’Office national du film du Canada et Arte France, remporte le prix spécial du jury à Annecy 2012, le prix du meilleur film international au Short Shorts Film Festival de Tokyo, et est nommé aux César 2013 dans la catégorie meilleur film d’animation.
En 2016, Une tête disparaît décroche le Cristal du court métrage au Festival d’Annecy. Ce film est également sélectionné aux César 2017 dans la catégorie meilleur film d’animation.
En parallèle de ses activités cinématographiques, Franck Dion illustre des jeux de société, dont Service compris, Fantasy, Mare Nostrum ou encore Dixit 5. Il s’illustre aussi dans des projets artistiques immersifs, comme l’exposition Animalis Machina Cococh Industry présentée en 2025 au Tripostal de Lille.
Marcel Jean, délégué artistique du Festival d’Annecy, souligne « la force et la singularité de son univers graphique » et la « complicité » qui le lie à cet événement depuis ses débuts.

## Distinctions
Récompenses
- 2004 : Prix du jury junior Canal J au Festival international du film d’animation d’Annecy pour L’Inventaire fantôme[14].
- 2012 : Prix spécial du jury au Festival international du film d’animation d’Annecy pour Edmond était un âne[15].
- 2012 : Prix du meilleur film international au Short Shorts Film Festival de Tokyo pour Edmond était un âne[16].
- 2016 : Cristal du court métrage au Festival international du film d’animation d’Annecy pour Une tête disparaît[17].

Nominations
- 2004 : Nomination au Cartoon d’or pour L’Inventaire fantôme[18].
- 2008 : Sélection officielle au Festival du film de Sundance pour Monsieur Cok[19].
- 2012 : Nomination au Cartoon d’or pour Edmond était un âne[20].
- 2013 : Nomination au César du meilleur film d’animation pour Edmond était un âne[21].
- 2017 : Nomination au César du meilleur film d’animation pour Une tête disparaît[22].

## Filmographie

### Courts métrages d'animation
- 2004 : L'Inventaire fantôme[23] — Prix du jury junior « Canal J » au Festival d’Annecy 2004.
- 2008 : Monsieur Cok[24] — Sélection au Festival de Sundance 2009.
- 2012 : Edmond était un âne[25] — Prix spécial du jury au Festival d’Annecy 2012 ; nomination au César du meilleur court métrage d’animation 2013.
- 2016 : Une tête disparaît[26] — Cristal du court métrage à Annecy 2016.
- 2018 : Per aspera ad astra[27].
- 2021 : Sous la peau, l'écorce[28] — Sélection officielle au Festival d’Annecy 2021.

### Vidéo mapping
- 2021 : Gare fantôme ou la façade déplacée[29].
- 2025 : Animalis Machina — Cococh Industry[30].